# Джуринська Слобідка

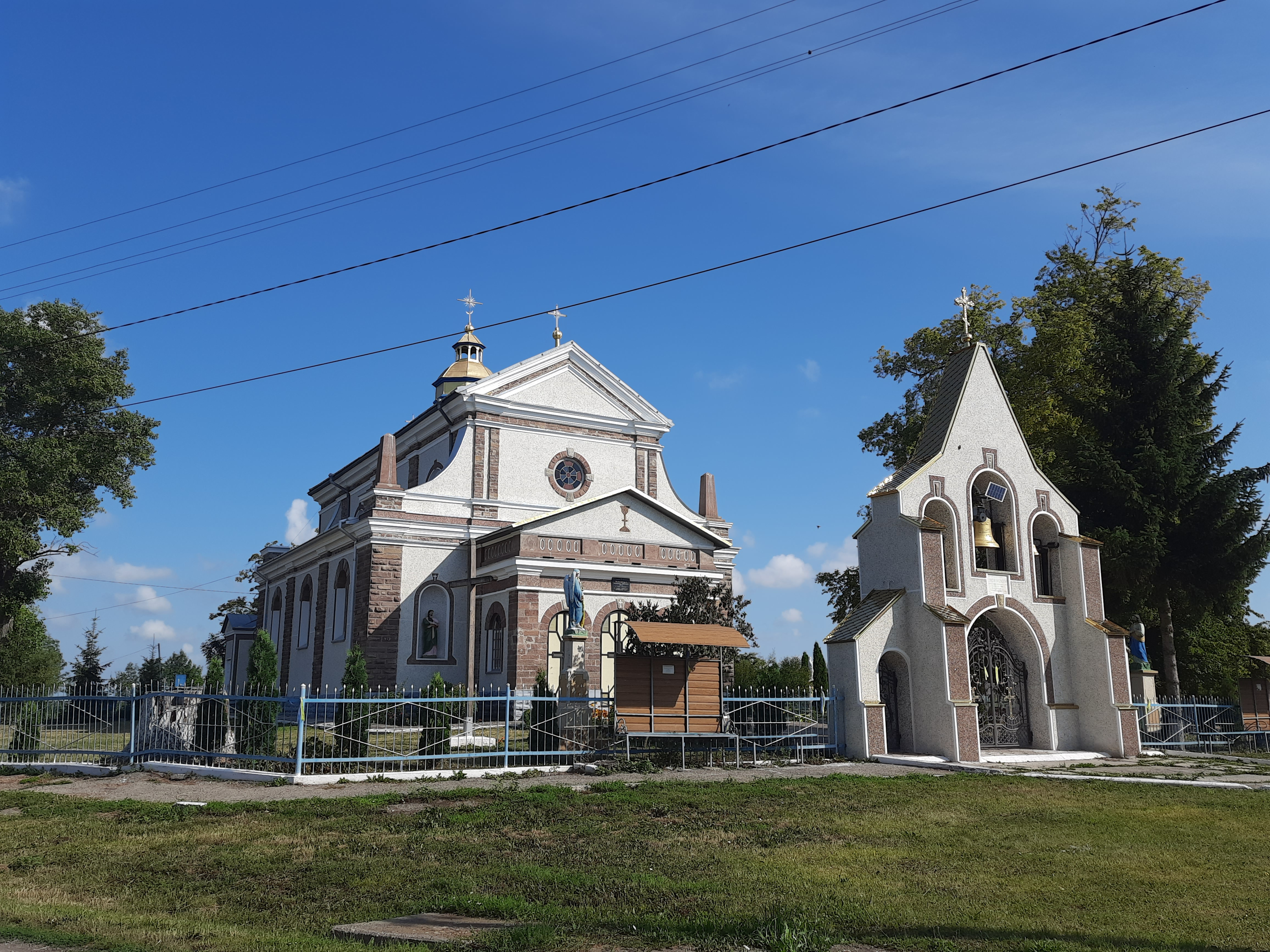
Церква Різдва Пресвятої Богородиці

Джуринська Слобі́дка — село в Україні, Тернопільська область, Чортківський район, Білобожницька сільська громада. Було підпорядковане Джуринській сільській раді. До села приєднано хутори Дубники, За Горою.

## Розташування
Розташоване на правому березі р. Джурин, за 19 км від районного центру і 1 км від залізничної зупинки Джурин.
Територія — 1,66 кв. км. Дворів — 171.

## Історія
Виникло наприкінці  XVI ст. Дідичами села були, зокрема, шляхтичі Джуринські, потім Потоцькі; у 1790 році — Пйотр Потоцький.
Відомо, що 1880 р. велика земельна власність належала Володимирові Цєлецькому.
За статистикою, у Джуринській Слобідці: 1900 р. — 1394 жителі, 1910—1385, 1921—1310, 1931—1334 жителі; у 1921 р. — 258, 1931—306 дворів. За Австро-Угорщини в селі діяла 2-класна школа з польською мовою навчання.
Джуринська Слобідка — давня польська колонія. У селі був костел і дерев'яна церква (1761).
15 червня 1934 р. частина земель села Трибухівці Бучацького повіту площею 291,5499 га передана селу Слобідка Джуринська Чортківського повіту.
1 серпня 1934 року село увійшло до складу новоутвореної сільської гміни Джурин (гміна).
З 26 листопада 2020 року Джуринська Слобідка належить до Білобожницької сільської громади.
12 червня 2020 року, відповідно до розпорядження Кабінету Міністрів України № 724-р «Про визначення адміністративних центрів та затвердження територій територіальних громад Тернопільської області» увійшло до складу Білобожницької сільської громади.
19 липня 2020 року, в результаті адміністративно-територіальної реформи та ліквідації Чортківського району (1940—2020), увійшло до складу новоутвореного Чортківського району.

## Релігія
- церква Різдва Пресвятої Богородиці (1761; ПЦУ[8]; кам'яна, перебудована з костелу в 1992).

Збереглося старе католицьке (так зване «польське») кладовище.

## Пам'ятники
Споруджено:
- пам'ятник воїнам-односельцям, полеглим у німецько-радянській війні:
- пам'ятник-погруддя Т. Шевченка (1964).

## Населення
| 1394 | 1385 | 1310 | 1334 | 421 | 399 |

### Мова
Розподіл населення за рідною мовою за даними перепису 2001 року:
| Мова       | Кількість | Відсоток |
| ---------- | --------- | -------- |
| українська | 490       | 99.19%   |
| російська  | 4         | 0.81%    |
| Усього     | 494       | 100%     |

## Соціальна сфера, господарства
Нині працюють клуб, бібліотека, ФАП, торговий заклад, стадіон «Олімп» (реконструйований 2009). Створено футбольну команду «Олімпія», яка в перший рік свого існування стала чемпіоном району.
Працюють ПАП «Відродження», фермерські господарства «Надія», «Нива».

## Відомі люди

### Народилися
- Ярослава Мосійчук (до шлюбу Куртяк; нар. 1960) — акторка, народна артистка України.